# 狂野飆車：傳奇大集结
《狂野飆車：傳奇大集结》 是一款在iOS、Android、Microsoft Windows、macOS、任天堂Switch、Xbox One、Xbox Series X/S、街机、Steam平台上发行的竞速游戏。游戏由Gameloft开发并发行，是狂野飙车系列的最新一部游戏作品。也是繼2013年推出的《狂野飙车8：极速凌云》之後相隔5年再次推出的狂野飙车系列正傳作品。遊戲提供了200辆以上车辆供玩家駕駛，並且可以使用新推出的Touchdrive操控方式來降低上手難度。遊戲在2018年7月26日於全球地區（中国大陆除外）正式推出。2019年8月8日上架中國大陸iOS平台，由阿里互娱代理，安卓版于2019年8月15日正式上架，2019年10月8日登陸任天堂Switch平台，Mac電腦版本於2020年1月正式在Mac App Store上架，而街机框体版由IGS从Gameloft处获得授权开发，以《狂野飙车9 DX》之名由华立科技发行，于2021年4月获批在中国大陆上市。2021年8月31日登陸Xbox One和Xbox Series X/S平台，其中在Xbox Series X上支援了4K解析度及120FPS。

## 遊戲特性
本作沿用了狂野飙车9竞速传奇的Touchdrive(自動駕駛系統)，玩家無需操作方向，只需要在分支路線、跳台與氮氣拾取區前選擇路線系統就會自動幫玩家在當前路線上自動駕駛，僅需在跳台或彎道處輕點煞車鍵就能自動進行甩尾、桶滾和360度旋轉等動作，傳統的重力感應和點觸也有保留。
同時，自狂野飆車5之後暌違了三代正作的警車追緝要素於本作回歸，並出現了新模式：追逐賽（在警車的追捕下限時內完成長程衝刺賽地圖且不損毀）與障礙競速（與逃脫賽類似，地圖為專門的地圖，有電影過場式轉場）。打點計時賽只在生涯模式以及“車手聯會”賽季賽事出現，逃脫賽只出現在生涯模式，障礙競速只出現在“車手聯會”特殊賽事。而警車追緝要素只出現在逃脫賽、障礙競速以及部分競速賽，“車手聯會”賽事的打點計時賽也會出現警車。這些警車只能通過特技動作和氮氣爆衝撞毀。「車手聯會5」中加入了新模式:追撞，由玩家操控警車追捕由電腦操控的聯會車輛。
為了壓縮遊戲時間，本作取消前作的單一賽道及賽道正反向模式，而改用大區域分區賽道，每個大區域分為數個賽道，分別有短途衝刺賽，中途衝刺賽，長途衝刺賽以及繞圈賽四種賽道，每種類型的賽道都有不止一條。目前開放賽道區域有：舊金山、蘇格蘭、喜馬拉雅山、美國中西部、羅馬、開羅、上海、加勒比海、大阪、紐約、內華達、奧克蘭、布宜諾斯艾利斯、格陵蘭、巴黎、挪威以及新加坡。如果去掉了不同賽道之間的隔離，這些大區域本質上就是開放世界地圖。
本作在前作《狂野飆車8：極速凌雲》的完美氮氣系統基礎上再次追加了氮氣爆衝系統（自從版本更新後，氮氣爆衝的螢幕系統會變成紫色，有網友在Apple store 表示釋放氮氣的那瞬間頭會很暈），在氮氣滿值的情況下釋放氮氣，進入完美氮氣釋放區域前再次釋放氮氣即可進入氮氣爆衝狀態，可以瞬間使賽車的最高速度以及加速度提升到極致，但會大量犧牲氮氣持續時間。同時特技360旋轉使用條件簡化，僅需雙擊煞車鍵即可自動旋轉，無需再在飛躍時旋轉。
每輛賽車都有固定的汽油存量，每進行一場比賽汽油存量-1（無論是否完成或中途是否退出），汽油存量歸零後需要等待一定時間回復，賽車性能越強大回復時間越長，跳過時間的A幣也越多。
除此之外本作在畫質上相比前作提升巨大，其上限基本達到主流賽車手遊第一梯隊水平甚至可以媲美部分主機平台賽車遊戲，且對於一些特定的手機開始支援高幀率模式。

## 爭議與事件

#### 關於遊戲本身常見的普遍爭議
- 本作的AI機制也很獨特，整體形式更像是前作的撞擊賽。AI在遊戲中會以瞬間加速、惡意阻擋和惡意別車等方式來干擾玩家，以至於有人認為「不是你在玩遊戲，是AI在玩你」。這一機制使得很多玩家怨聲載道。
- 同樣使得玩家怨聲載道的還有遊戲的多人排位機制，其中明顯一點是玩家在多人遊戲中很容易被對手撞毀，而一旦被撞毀，玩家就會落到非常靠後的位置，最後的結果就是被排位系統大量扣分，玩家心血很有可能因此毀於一旦。這一機制助長了不少惡意撞車的行為（中途退出也會被系統大量扣分）。
- 除此之外遊戲運營在處理一些BUG等遊戲問題的過程中也存在着一些令人詬病之處，因此也引起了很多不滿，不過，後來版本更新後BUG出現機率大幅降低。

#### 2020年5月5日《狂野飆車9》國際服15周年版本更新大規模登入問題事件
2020年5月5日，有部分玩家發現新版本更新後玩家進入遊戲時會彈出年齡驗證，而不管輸入任何年齡都會被判定為未成年而無法進入遊戲，隨即部分尚未更新版本的玩家發現出現年齡驗證問題的玩家賬號暱稱均被重置為默認暱稱，且所有排行榜的計算時間均變為了毫秒級別，一部分玩家甚至在沒有任何違規的情況下被直接刪除帳號。
據悉遊戲伺服器器會通過跳過加速器直接識別網路原地址和語言篩選來識別玩家，只要涉及到簡體中文的都會出現此問題。
值得一提的是，本次受影響的玩家絕大部分為中國玩家，甚至在玩家排行榜前百的玩家和車隊排行榜前百的車隊均受到影響，不少海外中文玩家也受到了牽連，其中更是包括大中華騷傑傑（傑 哥）（卡年齡）、-Distance-_-（D 佬）（被刪帳號）、Moonwalker（月 佬）（卡年齡）等大佬級別人物。而Gameloft至今仍未給出說法。
由於同期還發生了COD鎖區事件，部分玩家認為這是Gameloft變相鎖區的行為，目的是把中國大陸玩家趕去玩國服，且「證據確鑿」(有疑似官方客服在回應玩家投訴的時候表示「請出門左轉國服」)，而國服風評早已狼藉。但是此說並未得到Gameloft官方的回應及承認。但此現象在事件結束後很久依舊存在，不少國際服玩家在找客服掛失賬號的時候被表示「請出門左轉國服」。
Gameloft官方最初並未對此問題發表任何意見，隨後發生問題的玩家們選擇集體前往商店打一星評分，並前往官方Discord與Facebook頁面下討要說法，隨後5月6日下午，官方表示已經知悉問題，但至今尚未解決。
5月7日凌晨3點，有玩家發現部分被重置暱稱的玩家出現在多人遊戲，有玩家推測是Gameloft工作人員在測試帳號恢復。
凌晨6點30分，一名向Gameloft客服投訴的玩家收到Gameloft回覆，表示Gameloft針對該問題正在搶修，隨後下午有多名玩家也陸續收到該回覆。
下午3點27分，Gameloft中國官方帳號在BILIBILI發佈《狂野飆車》15周年慶祝影片，但發佈不久彈幕與評論區就被憤怒的國內玩家攻陷並炎上。
當晚8點39分，中國玩家在貼吧內發起「攻佔巴士底獄2020」行動，號召國內玩家在5月8號下午6點後仍未解決問題的情況下集體前往Gameloft旗下所有遊戲頁面打一星差評並前往Gameloft官方Facebook、Twitter以及Instagram下討要說法。
當晚10點~11點前後，Gameloft將年齡識別問題貼在了客服頁面，可以說是對目前沸沸揚揚的事件給了一個明確答覆：此非鎖區而是BUG。
5月8日凌晨1點35分，有玩家表示iOS客戶端已可以登入。
凌晨1點46分，安卓客戶端也恢復正常。雖然有一小部分玩家號召以非激進方式繼續進行維權行動，但事件最終還是宣告不了了之。

#### 2020年9月29日《狂野飆車9》國際服中秋節事件
2020年9月29日，《狂野飆車9》國際服更新了中秋節主題的計時賽活動，但有玩家發現GL將原文的"CHUSEOK"直接翻譯成"韓國中秋節"。此舉被不少玩家認為是辱華，因此引發了爭議。

#### Gameloft與賓尼法利納版權糾紛事件
2020年11月12日，Gameloft在官方Facebook上宣佈，由於與賓尼法利納的授權問題沒有談攏，在版權問題解決前原定於在NS服登場的賓尼法利納Battista特殊賽事將會取消，而其他平台的賓尼法利納Battista也會暫時絕版，而國服則因此與賓尼法利納Battista完全無緣。
此次版權糾紛也波及了隔壁A8，導致原本預定登場的賓尼法利納Battista佳節活動也一併取消。同時此次版權問題也順劈到了同車廠的賓尼法利納H2 Speed並導致其無法再在車庫商店、生涯以及每日賽事以外的所有渠道獲取，也無法加入任何特殊賽事車單長達半年之久，而隔壁A8的賓尼法利納H2 Speed也由於版權順劈問題而暫時下架無法獲取。
而在2021年3月意大利賽季更新後有網友發現賓尼法利納Battista的模型更換為了Anniversario版本，而在2021年9月電動車賽季更新後車輛圖紙上的車輛圖片角度從車頭變更為了車尾，而遭到版權問題順劈而無法在車庫、每日賽事與生涯以外的方式產出及進入特殊賽事車單的賓尼法利納H2 Speed也在2021年3月意大利賽季的帕加尼Huayra Imola特殊賽事登場並重新推出賽車狩獵事，推測版權問題已經得到解決。

#### 2020年12月11日《狂野飆車9》國際服全力衝刺版本更新暱稱重置與無法切換帳號BUG
2020年12月11日全力衝刺賽季更新後，有部分玩家發現自己在登入遊戲後彈出「隱私權更新，請重啟」的視窗，再次登入後遊戲暱稱被重置且無法修改，而且無法切換遊戲帳號，需要清除遊戲資料才能再次重新修改暱稱及切換帳號，但此BUG仍然會繼續觸發，需要前往Gameloft客服頁面申請重置年齡方可解決，而Gameloft至今仍未給出合理解釋。

#### 2021年7月14日《狂野飆車9》國服全力衝刺版本更新事件
2021年7月14日，《狂野飆車9》國服更新了全力衝刺賽季，然而從華為應用市場下載的玩家無法更新到最新版本。晚8時維護結束，華為渠道玩家登入後發現仍為上個賽季版本，無法進行經典多人比賽，卡牌包、特殊賽事與賽季通行證均消失不見。應用市場中顯示仍為上一個版本圖示，此時其他渠道均已正常更新。隨後部分玩家發現遊戲無法正常進入，顯示「連接錯誤」字樣，稍後得到修復。官方分兩次發放了100和88藍幣補償。而其他渠道更新後畫質出現明顯下降，狗牙隨處可見。15日除華為外渠道出現了兩個佳得利賽車狩獵（原先為一個），而華為渠道每日賽事僅剩Civic巔峰賽和每周比賽，多人僅剩黑拉法賽事。16日中午華為應用市場上架了全力衝刺版本，官方給予400藍幣補償。2021年7月24日，官方在遊戲內發佈公告，表示畫質問題可通過關閉手機系統設定中「自動解析度」選項解決。

## 遊戲中的音樂
網路上的熱門結果：
Black Wave
K·弗萊伊 · 2017 年
Freeze Me
從1979年以上死亡 · 2017 年
Bottom Of The Deep Blue Sea
Missio · 2017 年
Legendary
Welshly Arms
Speakerbox
洛林·艾希頓 · 2015 年
R.E.D.
The Halluci Nation · 2016 年
Run With the Bulls
Smallpools · 2016 年
Iconic
約翰·克里斯蒂安 · 2017 年
My Name Is Thunder
Jet · 2017 年
Sixes and Sevens
Mondo Cozmo · 2017 年
Second Lives
Vitalic · 2011 年
Higher
武梅·奧斯坎 · 2017 年
Pogo People
Flux Pavilion · 2015 年
Diesel Love
Asphalt 9
Asphalt 8: Airborne – “Bleach”
Krubb Wenkroist · 2021 年
Valkyrie
Battle Tapes · 2015 年
Renegade
Axwell ∧ Ingrosso · 2017 年
Madness
Ruelle · 2016 年
Higher
Lemaitre · 2017 年
Starcrash
喬恩·古奇 · 2017 年
Second Lives
Vitalic · 2011 年
Higher
武梅·奧斯坎 · 2017 年
Collider
諾伊西亞樂團 · 2016 年
Fantastics Scars
Asphalt 9
Collider
諾伊西亞樂團 · 2023 年
Sideways
Asphalt 9 War
MUTEMATH·2017 年 control
Vásstain
Blootstream Neoni&Jung Youth

## 外部連結
- 官方网站